# Synclera retractilinea
Synclera retractilinea is een vlinder uit de familie van de grasmotten (Crambidae), uit de onderfamilie van de Spilomelinae. De wetenschappelijke naam van deze soort is voor het eerst voorgesteld als Pagyda retractilinea door George Francis Hampson in een publicatie uit 1917.
De soort komt voor in Kenia.